# Pia Lücke
Pia Lücke (geb. 1977) ist ein dänisches Model, Schauspielerin und Autorin.

## Leben
Lücke wuchs in Dänemark und Hamburg auf und studierte Germanistik und Kulturwissenschaften in Aalborg.
Nachdem Lücke in Peking 1999 überraschend zum „Supermodel of the World“ gekürt wurde, wurde sie von Eileen Ford unter Vertrag genommen und zog nach New York. Von der Vogue in einer Titelstory als „Junge Brigitte Bardot im Körper von Elle McPherson“ gefeiert, lief sie zunächst Shows in New York und Paris, häufig Seite an Seite mit Linda Evangelista, Tyra Banks, Naomi Campbell, Elle McPherson oder Giselle Bundchen, die zum Teil ebenfalls bei Ford Models unter Vertrag standen.
Aufgrund ihrer außergewöhnlichen Körpergröße von 1,83 m war sie jedoch zumeist auf die Präsentation von Haute Couture, Dessous und Bademode beschränkt.
Im Jahr 2000 veröffentlichte Pia Lücke das Buch In Paris – Tagebuch eines Models, das sowohl die persönlichen Erlebnisse der Autorin als auch ihre Sicht auf die Modewelt widerspiegelt. In dem Werk beschreibt sie nicht nur die aufregenden, glamourösen Aspekte ihres Lebens als Model, sondern auch die dunkleren Seiten der Branche, wie etwa den ständigen Druck zur körperlichen Perfektion, die emotionale Belastung und die Einsamkeit, die viele Models erleben.
2006 kehrte sie nach Dänemark zurück, um hier ihre Karriere als Schauspielerin fortzusetzen.
Zudem engagierte sich Lücke in verschiedenen sozialen und kulturellen Bereichen. Sie hielt Vorträge über ihre Erfahrungen als Model und setzte sich für eine gesündere, weniger oberflächliche Wahrnehmung von Körperbildern in der Gesellschaft ein.
Pia Lücke lebt heute (Stand Februar 2024) in Hamburg und führt ein zurückgezogenes Leben.